# Ізосинтаксизм
Ізосинтаксизм (грецьк. isos — рівний та syntaxis — складання) — суміжне розташування певних віршових рядків, побудоване за принципом синтагматичного членування аналогічних синтаксичних одиниць поетичного мовлення, що вживається у вигляді різних стилістичних прийомів (анафора, епіфора, ізоколон І т.п.). Ізосинтаксизм спостерігається у вільних віршах (верлібрі), в тонічній системі віршування. Найчастіше термін «ізосинтаксизм» вживається у зв’язку з верлібром, побудованим здебільшого на повторах аналогічних синтаксичних одиниць. Ізосинтаксизм лежить в основі українських народних дум. 